# Mopipi
Mopipi é uma vila localizada no Distrito Central em Botswana. Possuía, em 2011, uma população estimada de 3 912 habitantes.